# Kirjat Šprincak

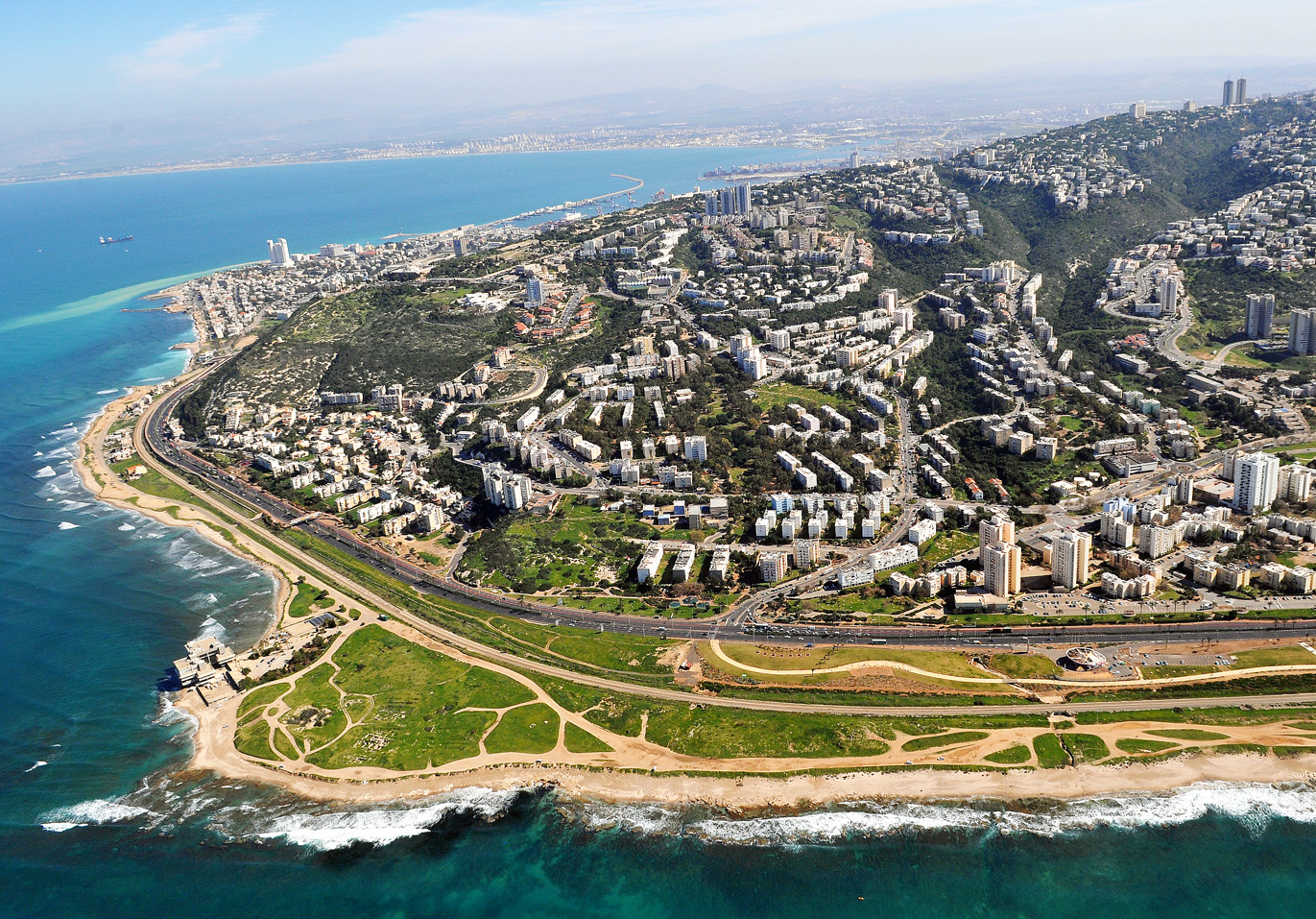
Severozápadní okraj Haify, vlevo v popředí Kirjat Šprincak, vpravo Ša'ar ha-Alija

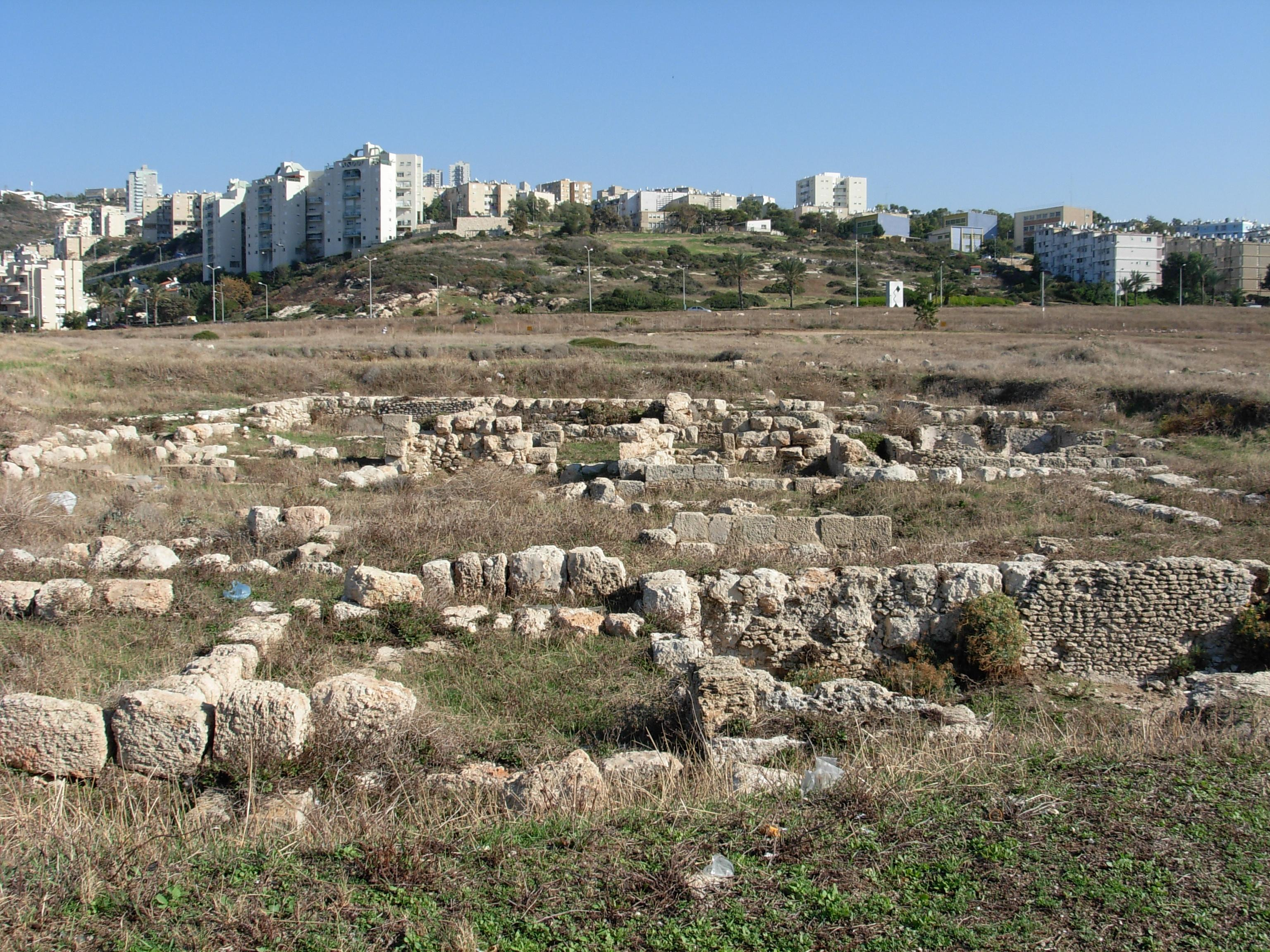
V popředí Tel Šikmona, v pozadí moderní zástavba Kirjat Šprincak

Kirjat Šprincak (hebrejsky: קריית שפרינצק, doslova Šprincakovo město) je čtvrť v západní části Haify v Izraeli. Nachází se v administrativní oblasti Ma'arav Chejfa na úpatí pohoří Karmel.

## Geografie
Leží na pobřeží Středozemního moře v nadmořské výšce do 100 metrů, cca 4 kilometry západně od centra dolního města. Na východě s ní sousedí čtvrť Ramat Ša'ul, na jihu Ša'ar ha-Alija a na severu Ejn ha-Jam. Zaujímá úzký rovinatý pás území mezi mořským břehem a západním okrajem svahů pohoří Karmel, odkud sem stékají četná vádí, zejména Nachal Alija a Nachal Šikmona. Hlavní dopravní osou je dálnice číslo 4 (třída Sderot ha-Hagana). Populace je židovská, bez arabského prvku.

## Dějiny
Na břehu moře se tu nachází starověká archeologická lokalita Tel Šikmona. Nynější obytná čtvrť tu vyrůstala od roku 1951-1954 zároveň s nedalekými obytnými soubory Kirjat Eli'ezer a Ramat Ša'ul. Společně se čtvrtěmi Ša'ar ha-Alija, Ejn ha-Jam a Neve David bývá řazena do statistického distriktu Chof Šikmona (Pobřeží Šikmony). Jeho plocha dosahuje 2,58 kilometru čtverečního. V roce 2008 tu žilo 20 260 lidí (z toho 15 780 Židů, 390 muslimů a 960 arabských křesťanů).